# 80號文告
80號文告（英語：Proclamation 80)，題為《合眾國總統文告，1861年4月15日》("A Proclamation by the President of the United States, April 15, 1861,")，是美國第16任總統亞伯拉罕·林肯所簽署的一份總統公告，用以召集75,000名民兵，敉平南方各州的叛亂。

## 背景
1861年4月，美利堅聯盟國陸軍於南卡羅萊那州桑特堡襲擊聯邦軍，美國內戰爆發。為求儘速平息事態，亞伯拉罕·林肯總統迅即出手，召集民兵並懸置人身保護令——即令受非法拘留的個人可尋求釋放的法令。為求懸置該令，他行使了一項其後遭美國首席大法官羅傑·B·托尼於“單方訴梅里曼案”中判決為憲法中保留給國會的權力。林肯隨後於國會兩院召開特別會議，以求國會批准這項行動。

## 文本
文告如下：
合眾國總統示：

文告

鑑於合眾國律法已遭，於之前一段時間中，抗命迄今，且受阻於南卡羅來納州、喬治亞州、阿拉巴馬州、佛羅里達州、密西西比州、路易斯安那州、和德克薩斯州，以其所鳩合之眾過於強大，無從制之以常規司法程序，或執法者之力。
今，余，亞伯拉罕·林肯，合眾國總統，憑藉憲法與各律令所賦之權，裁奪是應召集，並特此召集，聯邦內多州之民兵，為數七萬五千，以制所述鳩合之眾，並令律法得以適切行之。
此目標之詳情即行知會國家當局並由戰爭部中轉。
余呼籲全體愛國人士支持、促成、並協助這項努力以維護我國家聯邦之榮耀、完整、與存續，以及民選政府之永在，並撥亂反正長久以來之積弊。
余自視可稱此番受召服役者首重或可收復聯邦遭篡奪之要塞、地方、與財產。並於任何事態下，皆須戮力以赴，貫徹前述目標，以防財產遭任何破壞、摧殘、與干預，或擾及平和之國人。
且余特此命令前述鳩合之眾解散，自今日起二十日內各自解甲歸田。
鑑於公眾事務當前事態之非比尋常，余特此，憑藉憲法所賦之權，召集國會兩院。參議員與眾議員們因之受傳召會集至各自之議事廳，於七月四日，星期二正午十二時，思慮並裁量於此情勢下，以其智略所及，公眾之安全與利益所須措施。

合眾國總統：亞伯拉罕·林肯示
                                                    
國務卿威廉·亨利·西華德

## 法律授權
直到 20 世紀初，美國始終依賴於召集民兵和義勇，不去擴大正規軍。1861年，律定聯邦層級用兵的1795年民兵法案明定：
第一條，……若任何一州出現叛亂，抗拒其攻府，合眾國總統可依法，應該州立法當局之請，或其（立法當局無從開議時）行政當局之請，自他州或數州中召集定額之民兵，以用於，依其裁奪可資平叛者……
第二條，茲進一步規定，合眾國律法若遭抗命，或貫徹時受阻，於任何州內，以其鳩合之眾過於強大，無從制之以常規司法程序，或執法者之力以遂行，合眾國總統可依法，召集民兵自該州，或他州或數州，以制該鳩合之眾，令律法得以適切執行。而召集而來之民兵可持續驅遣，以應所需，至國會次會期開議後三十天為止……

第三條，但書，於茲進一步規定，若有必要，聽憑總統裁奪，驅遣本法所訂之軍力時，總統立應，出之以文告，命叛亂者散去，解甲歸田，限定時日。
本法律即林肯召集民兵的依據，他於其80號文告中明文指示：
前述鳩合之眾解散，自今日起二十日內各自解甲歸田。
準此，林肯召集民兵以「以制該（阻礙美國律法行使的）鳩合之眾」即有法據，一如《民兵法》所訂。
但民兵的數額和服役時長都受限。州長比美國總統更有權延長民兵役期。《1795年民兵法》第四條規定：
茲受雇於合眾國服役之民兵，應獲取之薪餉，數額同於合眾國正規軍，且民兵無論軍官，無論士官或士兵可被強制服役超出「每一年三個月」，其輪調亦不得超出其單位中所有之同軍階體位合格者。
1799年3月2日，總統可召集作為臨時部隊的民兵人數被限制在7.5萬人。在內戰爆發之前，該限制從未加以調整以應美國的人口成長，儘管已從1800年的約530萬增加到1860年的三千一百多萬人。那段期間，美國沒有國內暴亂，就連1790年代初倏起倏落的威士忌暴亂那種規模的都沒有，國會因而沒什麼心思去重新考慮從18世紀後期就已經寫死的民兵人數限制。

## 施行
召　請　入　伍！

徵求75,000名義勇兵
華盛頓，四月十五日
以下為向各州長發出的徵兵令，當日發佈：
長官：依國會法案徵召民兵以執行聯邦之平叛令，平息侵略，已於1795年2月28日獲准。我有幸敦請閣下立自貴州抽調民兵，數額依下表所列為擔任三個月的步兵或步槍兵，役期可能更短，若提前解召。
閣下務請告知您所預計之各地額度，因必得儘快安排一名或多名軍官徵召其入伍，並安排合眾國發放之軍餉。同時，每位官兵都要宣誓效忠於合眾國。徵兵官員將受軍官指示，不得接收年齡明顯高於45歲或不足18歲，或體弱者。各州配額如下：緬因州、新罕布夏州、佛蒙特州、羅德島州、康乃狄克州、德拉瓦州、阿肯色州、密西根州、威斯康辛州、愛荷華州和明尼蘇達州，各一個團；紐約州17個團；賓夕法尼亞州15個團；俄亥俄州13個團；紐澤西州、馬里蘭州、肯塔基州、密蘇里州，各四個團；伊利諾州和印地安那州，各六個團；維吉尼亞州，三個團；北卡羅萊納州，和田納西州，各兩個團。
依命令，每團應有官兵總數780人。

總數為召集73,910人，其餘人員，即總統公告明定之75,000人將自哥倫比亞特區成軍。

## 響應
邊境各州的反應幾乎充滿敵意。阿肯色州州長亨利·雷克特宣稱：「本聯邦裡的人民是自由人，不是奴隸，會誓死捍衛榮譽、生命和財產，抵禦北人的謊言和篡權。」肯塔基州州長貝里亞·麥高芬強調，不派志願兵參與以征服南方同胞為能的北軍。密蘇里州州長克萊包恩·傑克森回應：「密蘇里州沒有一個人會參加任何這類的不義之戰。」
北卡羅來納州州長約翰·威利斯·艾利斯回電報給戰爭部長西蒙·卡梅倫道：“我不會沾上這種違反國家法律的惡行，和這場侵犯自由民之自由的戰事。你們不會從北卡羅來納州得到一兵一卒。”田納西州州長伊相·葛林·哈里斯在覆電林肯表示：“田納西州不會出於脅迫而部署哪怕一個人，但會出五萬人在有必要時保衛自身權利和南方兄弟們的。” 弗吉尼亞州州長約翰·萊徹被要求派出三個團共5,340名官兵。他先前曾表示希望保持中立。在致林肯的信中，他宣稱，由於總統「選擇掀起內戰，因此不從老家出兵。」
反之，大多數的北方州都傳達出極高的熱情。印第安納州等地提供的義勇數量倍於所需。麻薩諸塞州的義勇更是早在4月19日就開拔到了華盛頓特區。

## 外部連結
- 维基共享资源上的相關多媒體資源：80號文告
- Full text of Proclamation 80, from the National Archives and Records Administration
- A draft of Proclamation 80 by President Lincoln
- Militia Act of 1795, from the Library of Congress